# Reliance (yacht)
Reliance est un voilier américain, vainqueur de la Coupe de l'America de 1903 et considéré à l'époque comme le plus grand cotre à voile aurique jamais construit. 

## Construction
Il fut construit aux chantiers navals Herreshoff Mfg. Co., d'où sortira aussi Enterprise.

## Carrière
Reliance remporta les trois régates contre le challenger Shamrock III de Sir Thomas Lipton (dessiné par William Fife). Lors de la troisième manche, en raison d'un épais brouillard, Shamrock III se réussit pas à atteindre la ligne d'arrivée et dut abandonner.
À la suite de cette victoire, l'architecte de Reliance proposa immédiatement de modifier les règles de courses, avec la création en 1903 de la jauge universelle, pour éviter à l'avenir des constructions aussi extrêmes et dangereuses que Reliance. Ce voilier cessa donc de courir en course et fut vendu en 1913.
Reliance fut le premier voilier de course équipé de winchs modernes. Ces winchs étaient à double vitesse et fixés sous le pont, apportant un net avantage par rapport à l'usage traditionnel de palans pour hisser et border les voiles gigantesques.

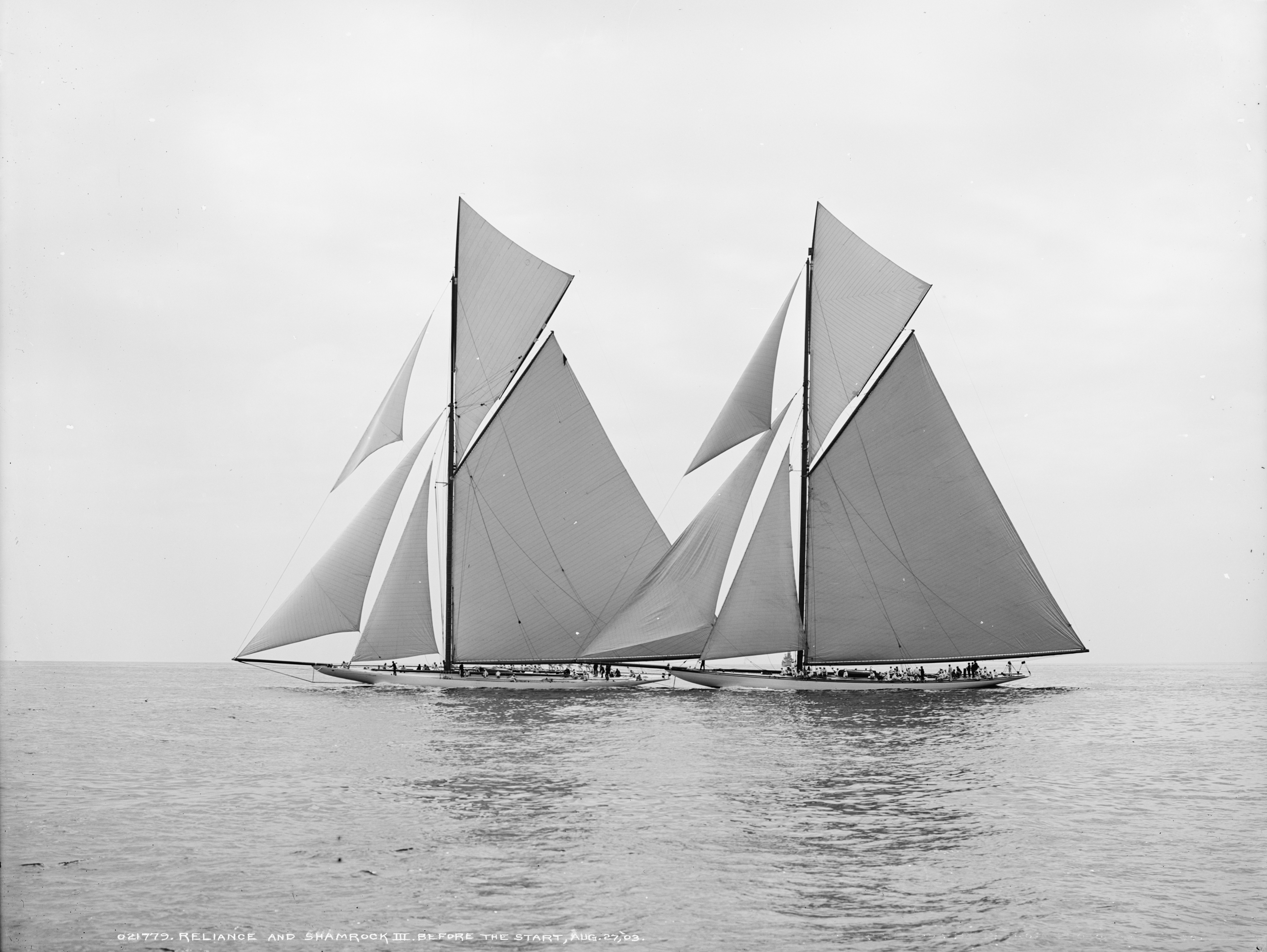
Reliance (devant) et Shamrock III au départ de la Coupe de l'America 1903.